# 猪笼南星
猪笼南星（学名：Arisaema nepenthoides）为天南星科天南星属的植物。分布于尼泊尔、缅甸、不丹、印度以及中国大陆的西藏、云南等地，生长于海拔2,700米至3,600米的地区，见于铁杉林下或高山栎林下，目前尚未由人工引种栽培。